# 2010 en Ouganda
2008 en Ouganda - 2009 en Ouganda - 2010 en Ouganda - 2011 en Ouganda - 2012 en Ouganda
 2008 par pays en Afrique - 2009 par pays en Afrique - 2010 par pays en Afrique - 2011 par pays en Afrique - 2012 par pays en Afrique -

## Chronologie

### Février 2010
- Jeudi 4 février 2010 : Le président des États-Unis Barack Obama dénonce un projet de loi contre les homosexuels en Ouganda, le qualifiant d'« odieux » lors d'un discours à Washington.

### Mars 2010
- Mardi 2 mars 2010 : Un glissement de terrain a emporté plusieurs villages — dont Nametsi, Mabona, Bukalasi et Bumayoka — proche du Mont Elgon (4 321 m) dans l'Est montagneux de l'Ouganda, causant la mort d'au moins 80 personnes et plus de 400 autres sont portées disparues. Plusieurs dizaines de tonnes d'aide d'urgence sont acheminées sur place. Seulement 31 survivants ont été dénombrés dans les trois villages touchés par le glissement de terrain. À Mabona, les corps de six paroissiens surpris pendant un office religieux ont été retirés d'une église[1].

### Avril 2010
- Samedi 17 avril 2010 : Courronement du roi du Toro, Rukidi IV

### Mai 2010
- Vendredi 14 mai 2010 : Quatre pays d'Afrique de l'Est —  l'Éthiopie, l'Ouganda, le Rwanda et la Tanzanie — ont signé à Entebbe un nouvel accord, en négociation depuis une dizaine d'années, sur le partage des eaux du Nil, en l'absence du Burundi et de la République démocratique du Congo, et malgré le boycott de l'Égypte et du Soudan, farouchement opposés à ce projet, dont tous les détails n'ont pas été rendus publics. Selon le texte, la nouvelle Commission du Bassin du Nil sera chargée de recevoir et approuver tous les projets (canaux d'irrigation, barrages…) concernant le fleuve. Elle sera basée à Addis-Abeba et comptera des représentants des neuf pays concernés[2].

### Juillet 2010
- Dimanche 11 juillet 2010 : Un double attentat-suicide frappe dans la soirée deux restaurants de Kampala et fait au moins 74 morts et 65 blessés. Des clients s'y étaient réunis en nombre pour regarder à la télévision la finale de la Coupe du monde de football Espagne-Pays-Bas. Parmi les victimes, des Éthiopiens, des Indiens et des Congolais et un Américain.

- Lundi 12 juillet 2010 : L'insurrection islamiste somalienne revendique depuis Mogadiscio les attentats commis hier soir à Kampala : « L'Ouganda est l'un de nos ennemis. Tout ce qui le fait pleurer nous rend heureux. Que la colère de Dieu s'abatte sur ceux qui sont contre nous ». Le président Yoweri Museveni promet de pourchasser les terroristes « d'où qu'ils viennent. Nous les chercherons et les trouverons, comme nous le faisons toujours »[3].

- Mardi 13 juillet 2010 : La police déclare avoir découvert dans un troisième site de Kampala, une discothèque, une veste bourrée d'explosifs et munie d'un détonateur, rangée dans une sacoche d'ordinateur portable, qui aurait dû aussi exploser la veille.

- Mercredi 14 juillet 2010 : Le président Yoweri Museveni souhaite que les effectifs de la force de l'Union Africaine en Somalie montent jusqu'à 20 000 hommes pour « éliminer les terroristes » islamistes shebab, qui ont fait allégeance à al-Qaida et ont revendiqué le double attentat ayant fait 73 morts dimanche soir à Kampala. Le président a également réitéré son intention de demander qu'un mandat plus offensif soit donné à l'AMISOM. « Nous étions à Mogadiscio pour seulement garder le port, l'aéroport et la présidence. Maintenant ils nous ont motivés pour aller les chercher. Nous allons passer à l'offensive pour ce qu'ils viennent de faire »[4].

- Mercredi 14 juillet 2010 : La police ougandaise a renvoyé de force environ 1 700 personnes, des camps de réfugiés de Nakivale et de Kyaka, vers le Rwanda faisant 2 morts et 25 blessés[5].

- Dimanche 18 juillet 2010 : À ce jour, plus de 20 personnes dont 5 Pakistanais ont été arrêtés dans l'enquête sur le double attentat de Kampala du 11 juillet.

- Mercredi 21 juillet 2010 : Le ferry reliant des îles du lac Victoria, le plus grand lac d'Afrique, à la ville d'Entebbe, et transportant une soixantaine de passagers, a chaviré. Seuls trois survivants ont pu être secourus.

- Dimanche 25 juillet 2010 : Le président Yoweri Museveni annonce, à l'ouverture d'un sommet de l'Union africaine à Kampala, plusieurs « arrestations » de responsables du double attentat du 11 juillet. Il appelle l'Union africaine à « agir de concert pour chasser d'Afrique » les « terroristes » islamistes étrangers « qui peuvent et doivent être vaincus » ajoutant « qu'ils repartent en Asie et au Moyen-Orient, d'où certains viennent d'après ce que je comprends », faisant ainsi porter plus spécifiquement la responsabilité du double attentat sur les jihadistes étrangers qui ont renforcé ces derniers mois les rangs des insurgés shebab en Somalie.

- Vendredi 30 juillet 2010 : Trois ressortissants kényans sont inculpés dans les attentats du 11 juillet qui ont fait 76 morts à Kampala. Les attentats ont été revendiqués par les principaux insurgés islamistes somaliens, les shebab. La police a pu les retrouver grâce au téléphone portable découvert avec la ceinture d'explosifs qui n'a pas explosé[6].

### Août 2010
- Lundi 2 août 2010 : Le naufrage d'un bateau surchargé sur le lac Albert fait 33 morts par noyade. Le bateau transportait des commerçants qui acheminaient leurs marchandises du district d'Hoima vers celui de Nebbi. 17 personnes ont pu être sauvées.

- Jeudi 12 août 2010 : Selon l'ONG Human Rights Watch, les rebelles ougandais de l'Armée de libération du Seigneur (LRA) sont responsables de près de 700 enlèvements ces 18 derniers mois en Afrique centrale, tuant une bonne partie de leurs otages. La LRA est une secte politico-religieuse dirigée par un gourou, Joseph Kony, recherché depuis des années par la Cour pénale internationale, qui sème la terreur dans le Nord de l'Ouganda depuis 23 ans : « La LRA a tué au moins 255 adultes et enfants, souvent en leur fracassant le crâne à coups de gourdins » en Centrafrique et en RDC. « Près du tiers des personnes enlevées sont des enfants, dont bon nombre ont été enrôlés de force dans la milice ou servent d'esclaves sexuels pour les combattants du groupe rebelle ». Les rebelles commettent de nombreuses exactions, ils attachent leurs victimes pour former de longues chaînes humaines, les battent à coups de branchages et de coupe-coupe, s'en servent comme main d'œuvre forcée et les humilient en les faisant danser pour leur liberté. Ceux qui ne peuvent pas suivre la cadence lors de longs déplacements dans des zones marécageuses sont frappés à mort et de nombreux enfants capturés, dont certains ont à peine dix ans, sont obligés de tuer d'autres enfants avec des gourdins[7].

### Septembre 2010
- Samedi 11 septembre 2010 : Le journaliste, Joseph Kiggundu, a été battu à mort, dans le sud du pays, par un groupe de coursiers qui lui reprochaient de couvrir un règlement de comptes dans lequel ils étaient impliqués.

- Jeudi 16 septembre 2010 : Le journaliste, Dickson Ssentongo (29 ans), a été battu à mort  à coups de barres de fer par des inconnus dans la ville de Kireka (centre), pour des raisons que ses proches soupçonnent être politiques. Il travaillait pour une radio pentecôtiste, Prime Radio, et il militait au sein d'un parti d'opposition, le Parti démocratique, pour lequel il était candidat à une élection locale[8].

- Jeudi 30 septembre 2010 : Le ministre des Affaires étrangères, Sam Kutesa, avertit que le rapport de l'ONU accusant l'armée ougandaise de crimes en RDC de 1993 à 2003  menace la participation de Kampala aux missions internationales de paix dont celle en Somalie. Selon lui, ce rapport est « un condensé de rumeurs, profondément erroné dans sa méthodologie, ses sources et son niveau de preuve […] Des tactiques aussi sinistres sapent la détermination de l'Ouganda à continuer à contribuer et à participer aux différentes opérations régionales et internationales de paix »[9].

### Octobre 2010
- Vendredi 15 octobre 2010 : Selon le Haut Commissariat pour les réfugiés (HCR), la rébellion ougandaise de l'Armée de résistance du Seigneur (LRA) dont les attaques se sont intensifiées récemment, a tué au moins 2 000 personnes, enlevé plus de 2 600 et en a déplacées plus de 400 000 depuis décembre 2008. Depuis le début de l'année 2010, Cette rébellion a fait « au moins 344 » morts au cours de « 240 attaques mortelles ». Les attaques se sont intensifiées depuis septembre, relève le HCR qui s'inquiète « d'une situation dramatique », une « horreur » ayant pris une « ampleur régionale » pour laquelle « il n'y a jamais de répit ». Dirigée par Joseph Kony — recherché par la Cour pénale internationale pour crimes de guerre et crimes contre l'humanité - la LRA est considérée comme l'une des guérillas les plus brutales au monde. Elle est entrée en activité en 1988 dans le nord de l'Ouganda, avant d'étendre ses actions dans l'extrême nord-est de la RDC, en Province orientale depuis une dizaine d'années, puis en 2008 en Centrafrique et au Sud-Soudan[10].

### Décembre 2010
- Jeudi 23 décembre 2010 : Les rebelles islamistes somaliens d'Al Chabaab annoncent vouloir intensifier leurs attaques contre l'Ouganda et le Burundi après leur alliance avec leurs anciens rivaux islamistes de l'Hizboul Islam. Les deux organisations islamistes unifiées contrôlent désormais l'essentiel du sud et du centre de la Somalie ainsi qu'une majeure partie de la capitale, Mogadiscio, où vit retranché le président Cheikh Charif Ahmed, soutenu par l'Occident et protégé par une force de maintien de la paix de l'Union africaine, composée de soldats ougandais et burundais et qui devrait passera bientôt de 8 000 à 12 000 soldats[11]. L'Ouganda a dit lundi avoir reçu des informations de ses services de renseignement selon lesquelles le groupe lié à Al Qaïda s'apprêtait à commettre des attentats dans le pays durant la période des fêtes de fin d'année.